# Lindsaea nervosa
Lindsaea nervosa là một loài dương xỉ trong họ Lindsaeaceae. Loài này được Mett. mô tả khoa học đầu tiên..
Danh pháp khoa học của loài này chưa được làm sáng tỏ. 